# Naitasiri
Naitasiri – prowincja w Dystrykcie Centralnym, w Fidżi. W 2017 roku populacja prowincji wynosiła 177 678 mieszkańców. Powierzchnia prowincji to 1666 km². Naitasiri graniczy z prowincjami Namosi, Nadroga-Navosa, Rewa, Tailevu, Ra oraz Ba. Główne miasto prowincji to Nasinu.